# Santa Adélia
Santa Adélia es un municipio brasileño del estado de São Paulo. Tiene una población de 14.333 habitantes (IBGE/2010). Santa Adélia pertenece a la Microrregión de Catanduva.

## Geografía
Se localiza a una latitud 21º14'34" sur y a una longitud 48º48'15" oeste, estando a una altitud de 618 metros. Posee un área de 330,9 km².

### Demografía
Datos del Censo - 2010
Población total: 14.333
- Urbana: 13.560
- Rural: 773
- Hombres: 7.164[6]
- Mujeres: 14.399

Densidad demográfica (hab./km²): 43,32
Mortalidad infantil hasta 1 año (por mil): 16,42
Expectativa de vida (años): 70,93
Tasa de fertilidad (hijos por mujer): 2,40
Tasa de alfabetización: 89,72%
Índice de Desarrollo Humano (IDH-M): 0,776
- IDH-M Salario: 0,716
- IDH-M Longevidad: 0,765
- IDH-M Educación: 0,847

(Fuente: IPEAFecha)

## Localización externa
- Página de la prefectura Archivado el 3 de agosto de 2011 en Wayback Machine.
- CNM - Confederación Nacional de Municipios
- Santa Adélia en el WikiMapia